# Motor Oil Hellas
Motor Oil (Hellas), Corinth Refineries S.A. (en grec: Μότορ Όιλ (Ελλάς) Διυλιστήρια Κορίνθου Α.Ε.) és una empresa amb seu a Grècia centrada en la refinació del petroli. La companyia és el segon major refinador al país per darrere d'Hellenic Petroleum. La seva seu es troba a Maroussi, un suburbi d'Atenes. La companyia opera la refineria de Corint, i també posseeix la cadena Avin de benzineres. El major accionista de Motor Oil és Motor Oil Holdings SA, un holding de la família Vardinogiannis.
| operating_income = €163.5 million (2010)